# Jozefinisme

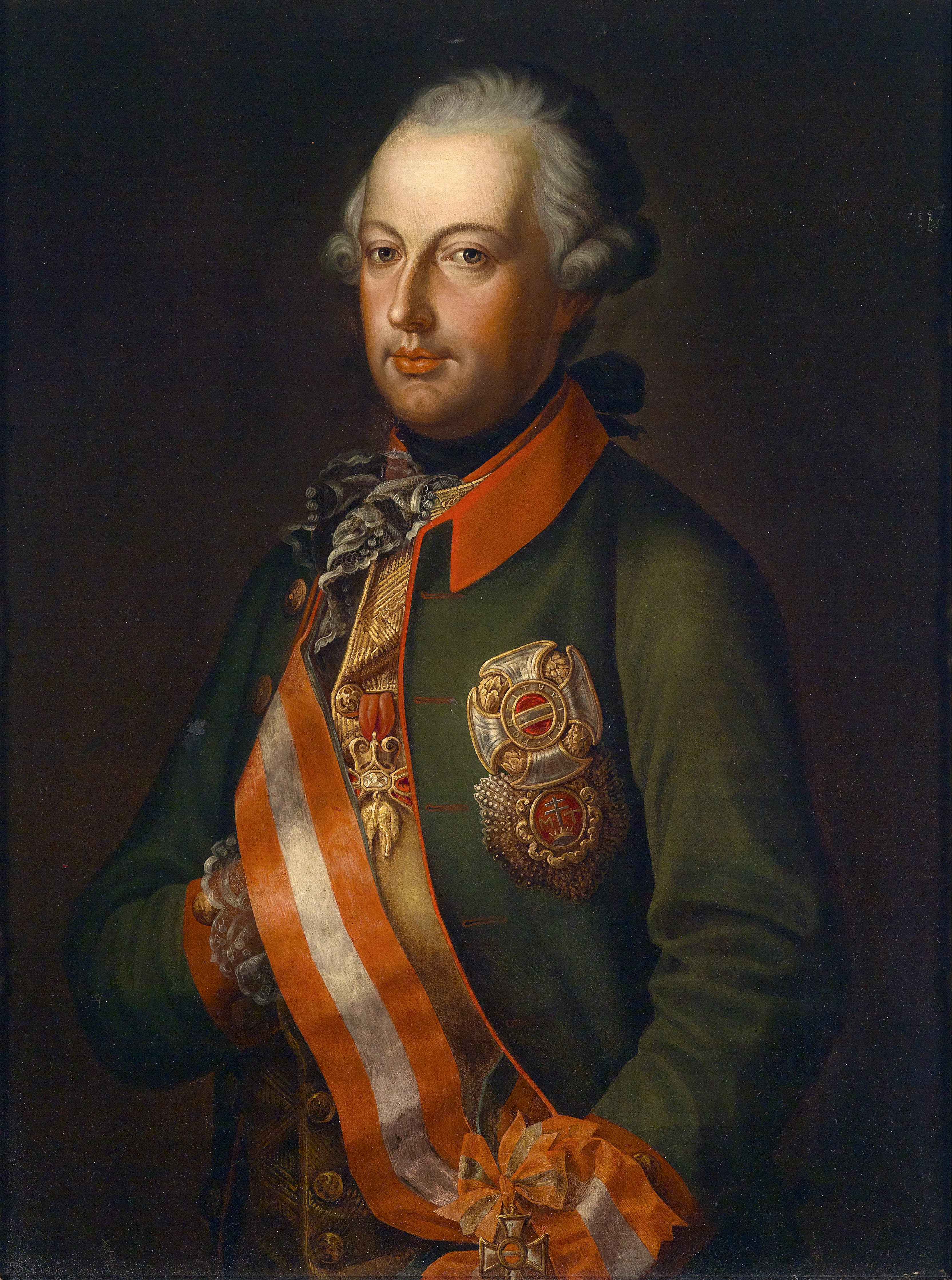
Keizer Jozef II rond 1780

Jozefinisme of jozefisme is het streven de Kerk ondergeschikt te maken of te houden aan de staat. De term is genoemd naar keizer Jozef II die over de Habsburgse monarchie heerste van 1780 tot 1790. Dit hield in dat de keizer zich het recht toe-eigende in de interne structuur van de Katholieke Kerk tussen te komen, kloosterorden af te schaffen en zelf de seminaries in te stellen die priesters mochten wijden. Het was, met andere woorden, in zekere zin een tak van het verlicht despotisme waarbij de scheiding der machten de facto werd uitgevlakt. Anderzijds beschouwde Jozef II godsdienst in wezen als een privé-aangelegenheid, en poogde hij de praktijk van de religie met de Verlichting te verzoenen. 
Wenzel Anton von Kaunitz (1711-1794) streefde reeds naar deze politiek, maar Jozef II voerde de plannen echt uit. De staat ontnam de kerkelijke overheid de opleiding van de priesters en stichtte zelf seminaries. Vele kloosters, vooral van eerder contemplatieve orden, werden vanaf 1783 krachtens een edict gesloten en de genaaste bezittingen naar eigen goeddunken aangewend voor andere kerkelijke doeleinden. De contemplatieve gemeenschappen waren immers "nutteloos" in de ogen van de keizer-koster. In de Oostenrijkse Nederlanden leidde dit tot 161 sluitingen. In zijn ijver om te reglementeren ging hij zeer ver: hij legde regels op in verband met de lengte van de kaarsen in de kerken en wilde alle kermissen op dezelfde dag laten plaatsvinden.
Het jozefinisme wou, net zoals het gallicanisme en het febronianisme, de rechtsmacht van de afzonderlijke bisschoppen accentueren tegenover die van de paus. De uiterlijke wetgeving van de Kerk, buiten de zaken die rechtstreeks in verband stonden met het geloof, werden aan de jurisdictie van Rome onttrokken. De kerkelijke macht van de bisschoppen, op wie de staat meer invloed had en die onder zijn regime ook buiten de paus om benoemd werden, werd versterkt. De grenzen van de bisdommen werden naar eigen goeddunken hertekend. Het burgerlijk huwelijk werd ingevoerd (Verordening over het huwelijk (1784)).
De invloed van het jozefinisme bleef in Oostenrijk-Hongarije doorwerken tot het concordaat van 1855, maar in Hongarije en de Zuidelijke Nederlanden rees er zulk een krachtig verzet tegen, dat voor deze landen de meeste voorschriften al snel werden ingetrokken.